# Първа дивизия на Сейнт Лусия
Сейнт Лусия Футбол Асосиейшън (СЛФА) Фърст дивижън (на английски: SLFA First Division) – клубен турнир по футбол който води началото си от 1979 година, в който се излъчва шампиона на Сейнт Лусия.

## История и формат
В близкото минало турнирът е носил името Златна дивизия (Gold Division). Осем отбора спрят за титлата, като последние два изпадат във втора дивизия (преди „Сребърна дивизия“ – „Silver Division“).
Най-титулуваният отбор е „ВСАДК“, който обаче е изпаднал в немилост и през 2016 г. се състезава във второто ниво на футбола в карибската държава.
Шампионът за 2016 г. „Сървайвълс“ не взима участие в турнира през следващата година .

## Шампионите
- 1980: Дам (Вьо Фор)
- 1981: Ъптаун Ребълс (Вьо Фор)

Неизвестни шампиони между 1982 и 1986 (4 за ВСАДК?)
- 1997: Пайънийрс (Кастрийс)
- 1998: Роувърс Юнайтед (Мабуя Вали) (? – VSADC?)
- 1999: Руутс Али Болърс (Вьо Фор)
- 2000: Руутс Али Болърс (Вьо Фор)
- 2001: ВСАДК (Кастрийс)
- 2002: ВСАДК (Кастрийс)
- 2003/04: Руутс Али Болърс (Вьо Фор)
- 2004/05: Нордърн Юнайтед Ол Старс (Гро Иле)
- 2005/06: Канарийс (Канарийс)
- 2006/07: Анс Шастане GYSO (Суфриер)
- 2007/08: Анс Шастане GYSO (Суфриер)
- 2008: О Лион Юнайтед (Мабуя Вали)
- 2009: Руутс Али Болърс (Вьо Фор)
- 2010: Нордърн Юнайтед Ол Старс (Гро Иле)
- 2011: ВСАДК (Кастрийс)
- 2012: ВСАДК (Кастрийс)
- 2013: Биг Плейърс (Кастрийс)
- 2015: Йънг Руутс (Вьо Фор)[2]
- 2016: Сървайвълс (Мабуя Вали)[3]
- 2017: Нордърн Юнайтед Ол Старс (Гро Иле)[4]

## Шампиони (1980 – 2017)
| Клуб                     | Град         | Титли | Сезони                                               |
| ------------------------ | ------------ | ----- | ---------------------------------------------------- |
| ВСАДК                    | (Кастрийс)   | 9     | 1982, 1984, 1985, 1986, 1998, 2001, 2002, 2011, 2012 |
| Руутс Али Болърс         | (Вьо Фор)    | 4     | 1999, 2000, 2003/04, 2009                            |
| Нордърн Юнайтед Ол Старс | (Гро Иле)    | 3     | 2004/05, 2010, 2017                                  |
| Анс Шастане GYSO         | (Суфриер)    | 2     | 2006/07, 2007/08                                     |
| Дам                      | (Вьо Фор)    | 1     | 1980                                                 |
| Пайънийрс                | (Кастрийс)   | 1     | 1997                                                 |
| Роувърс Юнайтед          | (Мабуя Вали) | 1     | 1998                                                 |
| Канарийс                 | (Канарийс)   | 1     | 2005/06                                              |
| О Лион Юнайтед           | (Мабуя Вали) | 1     | 2008                                                 |
| Биг Плейърс              | (Кастрийс)   | 1     | 2013                                                 |
| Йънг Руутс               | (Мабуя Вали) | 1     | 2015                                                 |
| Сървайвълс               | (Мабуя Вали) | 1     | 2016                                                 |